# Grimmia pulla
Grimmia pulla là một loài Rêu trong họ Grimmiaceae. Loài này được Cardot mô tả khoa học đầu tiên năm 1909.